# 경납땜

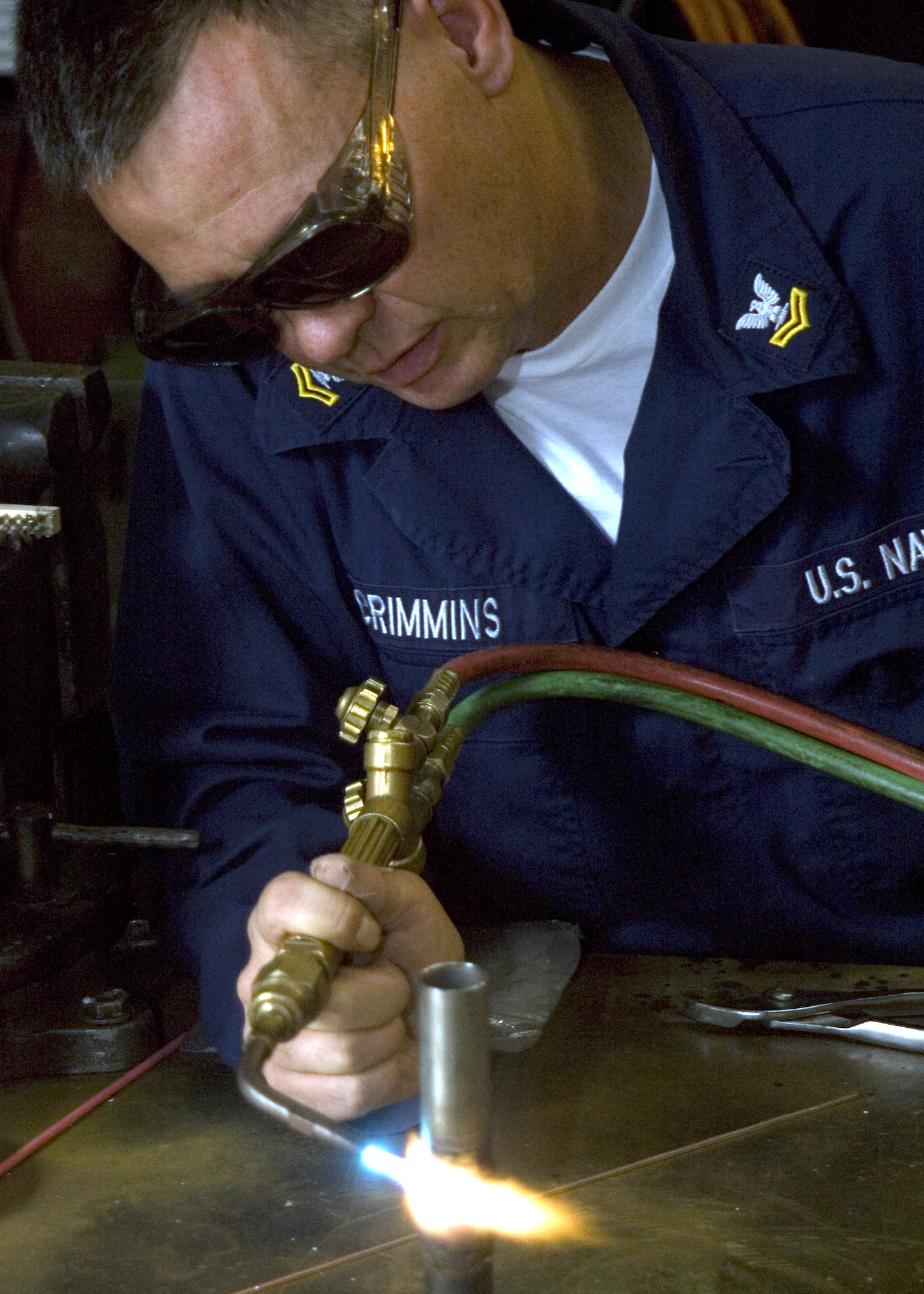

경납땜 또는 브레이징(brazing)은 인접한 금속보다 녹는점이 낮은 용가재를 접합부로 녹이고 흐르게 하여 두 개 이상의 금속 항목을 함께 결합하는 금속 접합 공정이다.
브레이징은 공작물을 녹이는 것을 포함하지 않는다는 점에서 용접과 다르다. 브레이징은 납땜할 때보다 더 높은 온도와 훨씬 더 밀착된 부품을 사용한다는 점에서 납땜과 다르다. 브레이징 공정 중에 용가재는 모세관 작용에 의해 밀착 부품 사이의 틈으로 흘러 들어간다. 용가재는 적절한 대기, 일반적으로 플럭스에 의해 보호되는 동안 용융(액상) 온도보다 약간 높아진다. 그런 다음 모재 위로 흐르고(습윤으로 알려진 프로세스에서) 그런 다음 냉각되어 공작물을 함께 결합한다. 브레이징의 주요 이점은 동일하거나 다른 금속을 상당한 강도로 결합할 수 있다는 것이다.

## 같이 보기
- 납땜